# ASTER

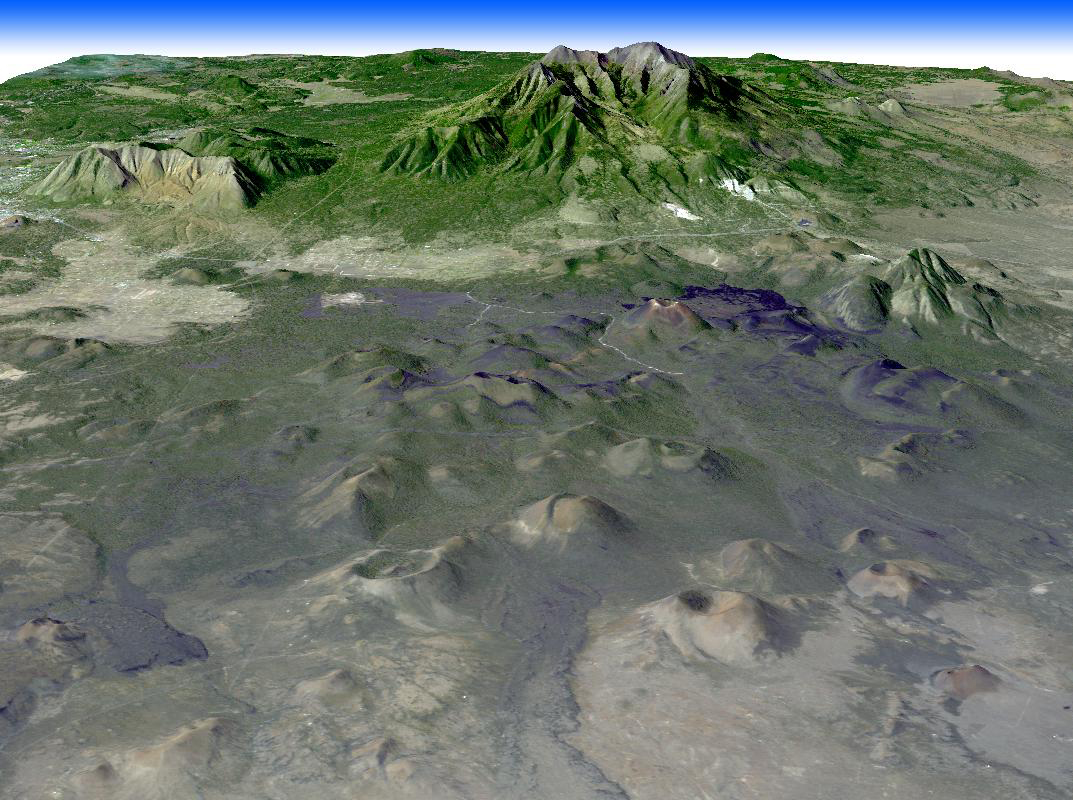
Imagem ASTER de um vulcão no Arizona

ASTER (do inglês Advanced Spaceborne Thermal Emission and Reflection Radiometer) é um dos cinco dispositivos de sensoriamento remoto a bordo do satélite Terra, lançado pela Nasa em 1999. O instrumento tem colectado dados deste Fevereiro de 2000.
ASTER fornece imagens de alta-resolução da Terra em 14 comprimentos de onda diferentes; variando do espectro visível à luz infravermelha. A resolução das imagens variam de 15 a 90 metros. Os dados do ASTER são usados para criar mapas de temperatura de superfície, emissividade, reflectividade e elevação